# TPE (케이블 시스템)
TPE(Trans-Pacific Express)는 중화인민공화국, 중화민국, 대한민국, 미국을 잇는 해저 케이블이다. 중국전신, 차이나 넷콤, 차이나 유니콤, 청화 텔레콤, KT, 버라이즌 커뮤니케이션스가 500만 달러를 들인 공동 사업이다. (2008년 3월에 AT&T와 NTT가 뒤늦게 참여하였다.) 케이블 소유권은 여섯 회사가 고르게 나누어 가진다. 2008년 9월에 완공하였는데, 케이블 길이는 약 17,700 킬로미터다.
대서양을 가로질러 초당 5,547 기가비트를 전송할 능력이 되지만, 태평양을 가로지르면 겨우 2,726 기가비트 밖에 전송하지 못한다. 버라이즌 커뮤니케이션스는 중국을 연결하는 회선 대다수는 일본 허브를 거치며 초속 155 메가비트를 웃돈다고 밝혔다. TPE는 미국과 중국을 이은 첫 차세대 광케이블로, 기존 케이블의 60배를 능가하는 전송 능력을 과시하며, 이는 두 나라간의 케이블 시스템을 강화할 것이다. 또한, TPE는 2015년쯤에 미국 서부 해안을 연결하는 첫 주요 케이블이 될 것이다. 처음으로 초속 1.28 테라비트를 처리하게끔 제작할 예정이지만, 초당 5.12 테라비트를 웃돌도록 시스템을 설계할 예정이며, 일반 가입자들은 초당 10 기가비트의 속도로 개별 접속할 수 있다.

## 연결 지점
케이블 연결 지점은 다음과 같다.
1. 중화인민공화국 상하이시 충밍 현
2. 중화인민공화국 산둥성 칭다오시
3. 중화민국 타이완성 단수이 구
4. 일본 지바현 미나미보소시 (구 마루야마 정)
5. 대한민국 경상남도 거제시
6. 미국 오리건주